# Liste der Monuments historiques in Talmont-Saint-Hilaire
Die Liste der Monuments historiques in Talmont-Saint-Hilaire führt die Monuments historiques in der französischen Gemeinde Talmont-Saint-Hilaire auf.

## Liste der Bauwerke
| Bezeichnung            | Beschreibung | Standort | Kennzeichnung | Schutzstatus   | Datum | Bild           |
| ---------------------- | ------------ | -------- | ------------- | -------------- | ----- | -------------- |
| Schloss Granges-Cathus |              | (Lage)   | PA00110276    | Classé Inscrit | 1984  |                |
| Schloss                |              | (Lage)   | PA00110275    | Classé         | 2009  | weitere Bilder |
| Kirche St-Hilaire      |              | (Lage)   | PA00110277    | Inscrit        | 1927  | weitere Bilder |

## Liste der Objekte

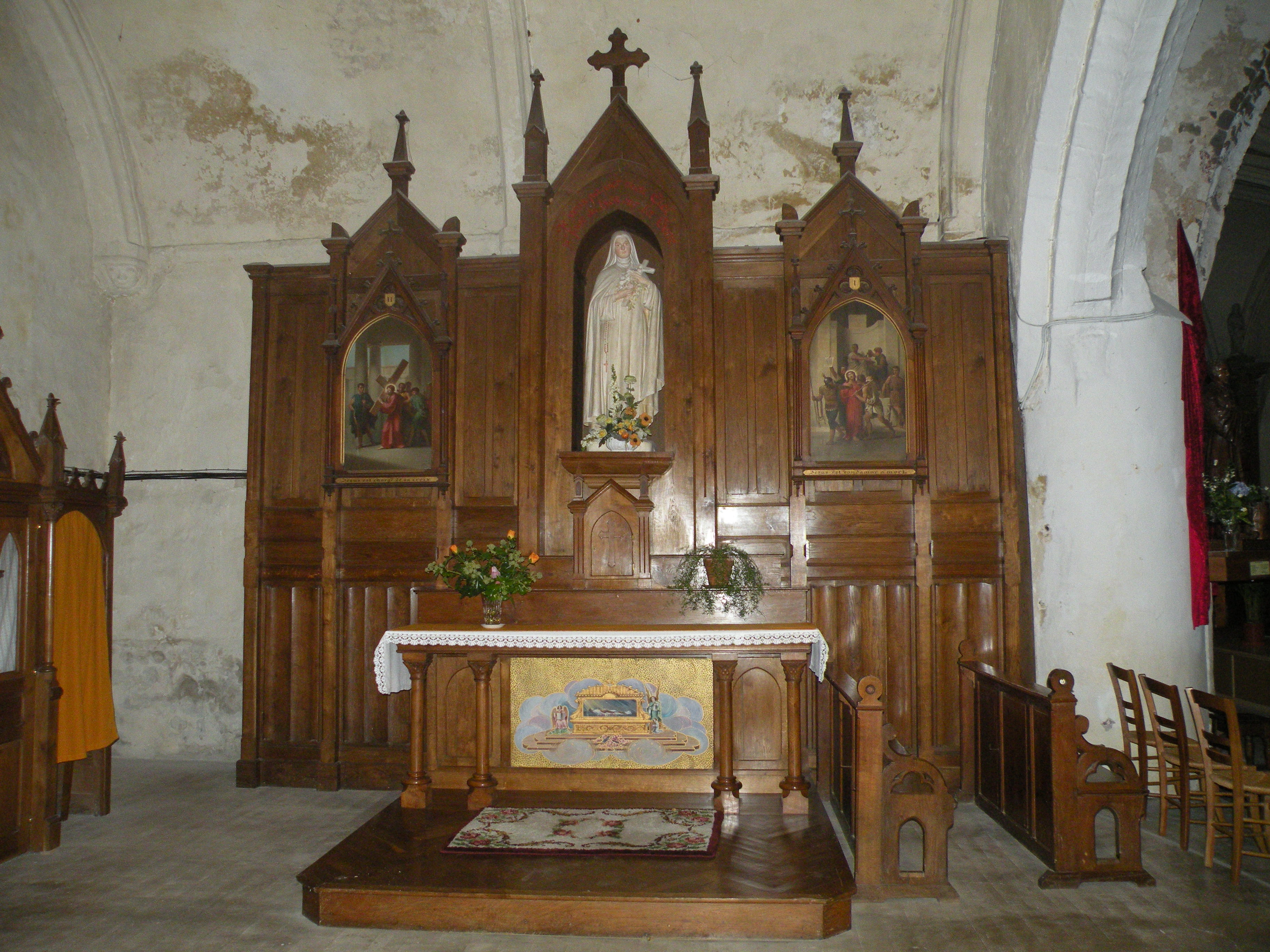
Marienaltar in der Kirche St-Hilaire

- Monuments historiques (Objekte) in Talmont-Saint-Hilaire in der Base Palissy des französischen Kultusministeriums